# Diastole matafaoi
Diastole matafaoi es una especie de molusco gasterópodo de la familia Helicarionidae en el orden de los Stylommatophora.

## Distribución geográfica
Es endémica de la Samoa Americana.